# Château d'Épanvilliers
Le château d'Épanvilliers est un château qui se situe dans le département de la Vienne, dans la commune de Brux.

## Histoire
Le château d'Épanvilliers a été construit au XVIe siècle par la famille Montalembert et a été remanié par la famille de Tryon au XVIIIe siècle. Le château est d'architecture Louis XIV.
Il est resté la propriété des descendants de Gabrielle de Montalembert, début du XVIe siècle, jusqu'au début du XIXe siècle.
Petit historique du château d'Epanvilliers :
- Présence d'une tour d'habitation datant du XVe siècle qui a été incorporée au bâtiment au début du XVIe siècle.
- Construction d'un château par les deux frères Jacques et André Montalembert d'Essé aux environs de 1530. On trouve à la date du 2 mai 1541 un document qui nous apprend que Jacques et son frère André se sont endettés d'une somme importante envers Messire Pierre d'Aubanie pour la construction du château(Histoire et Généalogie de la Maison de Montalembert).
- Héritage du château par les Tryon en tant qu'héritiers de Gabrielle Montalembert (sœur d'André) épouse de Pierre Tryon.
- Construction d'une vaste ferme de pédagogique, peut être la première dans le Poitou, par le marquis de Tryon. Il y a eu jusqu'à 50 fermiers sur cette ferme pédagogique et nous avons des registres minutieux de leurs activités.
- Remaniement intérieur vers 1775 par la marquise de Tryon et installation de jardins.
- Achat d'une partie du château par Monsieur Jean-Robert Lorzil (instituteur) en 1974, restauration de l'intérieur, ouverture au public, introduction des classes du patrimoine et revente de toutes les parties assemblées en 1995 à monsieur Rordorf.
- 2012 établissement d'un musée du jeu ancien par Monsieur Berchtold Rordorf (propriétaire depuis 1995).

Un incendie a détruit l'aile sud des communs en 1991. Restauration par l'actuel propriétaire.
Le château est ouvert au public l'été en visite guidée avec son Musée du Jeu Ancien.
Bel escalier d'honneur avec rampe en fer forgé, (XVIIIème).

## Architecture
Le château possède deux pavillons et deux ailes, l'aile sud renferme la chapelle (décors disparus en totalité).
Beaucoup d'éléments du XVIIIe siècle décorent le château dont plus de 20 pièces meublées. Ont été inscrits monument historique par l'arrêté du 1er juin 1980, en plus du château, des douves, du portail et de la chapelle, l'escalier avec sa rampe en fer forgé, le petit salon, la petite salle à manger, la chambre dite « de Madame de Maintenon » au rez-de-chaussée et la chambre Louis XV à alcôve au premier étage.
En complément les façades et les toitures du bâtiment sud des communs ont été inscrits monument historique par arrêté du 14 avril 1997.

## Sources
- Histoire et Généalogie de la maison de Montalambert, Georges Martin, Imp. Mathias 1988, p. 161, 235
- Le Château d'Epanvilliers, un exemple d'architecture vernaculaire en Haut-Poitou, Cécile Lataste, Université de Poitiers, maîtrise UFR Sciences Humaines et Arts, 2003, tome 1 à 3.